# Avord
Avord – miejscowość i gmina we Francji, w Regionie Centralnym, w departamencie Cher.
Według danych na rok 1990 gminę zamieszkiwało 2079 osób, a gęstość zaludnienia wynosiła 74 osoby/km² (wśród 1842 gmin Regionu Centralnego Avord plasuje się na 182. miejscu pod względem liczby ludności, natomiast pod względem powierzchni na miejscu 390.).
W Avord znajduje się baza lotnicza, w której stacjonuje 36. Eskadra Wykrywania i Naprowadzania. W miejscowości urodziła się późniejsza święta, Elżbieta Catez, córka stacjonującego tu kapitana. W tutejszej bazie wojskowej licencję pilota zdał Georges Madon (baza obecnie nosi jego imię), a Antoine de Saint-Exupéry jako kadet spędził tu kilka miesięcy 1922 r. 

## Współpraca
Miejscowości partnerskie:
- Aindling, Niemcy
- Beauvechain, Belgia